# Hästkapplöpning på Epsom
Hästkapplöpning på Epsom (franska: Course de chevaux, Le derby de 1821 à Epsom) är en oljemålning av den franske konstnären Théodore Géricault. Den målades 1821 och ingår i samlingarna på Louvren i Paris sedan 1866. 
Géricault var jämte Eugène Delacroix den franska högromantikens främste företrädare. Åren 1820–1821 vistades Géricault i England, där hans palett ljusnade och penselföringen blev flödigare under inflytande från den brittiska akvarellkonsten. Denna målning visar en scen från Epsom Derby på Epsom Downs i Epsom utanför London. Géricault, som själv var en hängiven ryttare, avbildade ofta hästar i sina konstverk och avled 1824 i sviterna efter en ridolycka. 